# Мэйсиху
Международный центр культуры и искусства «Мэйсиху» (кит. упр. 梅溪湖国际文化艺术中心, пиньинь Méixīhú guójì wénhuàyìshù zhōngxīn) расположен в городе Чанша провинции Хунань КНР и объединяет в себе музей современного искусства и большой и малый театры.

## Описание
Международный центр культуры и искусства «Мэйсиху» расположился на берегу озера Мэйси (кит. 梅溪湖) и сочетает на одной площади три разных здания, в которых расположились музей современного искусства, а также два театра: большой и малый. Между ними предполагается разместить магазины и рестораны. Общая площадь комплекса составляет 100 000 м².
Музей современного искусства занимает здание площадью 45 000 м², из которых собственно выставочная площадь девяти залов музея составляет 10 000 м². Ожидается, что за год его будут посещать порядка 800 000 посетителей.
Большой театр на 1800 мест предназначен для оперных, балетных, музыкальных, драматических, песенных, танцевальных и других представлений международного уровня, чему соответствует также и техническое оснащение здания.
Малый театр на 500 мест предназначен для коммерческих мероприятий (показов мод, банкетов, представлений народного искусства и т. п.).
При проектировании зданий комплекса было решено сделать их визуально похожими на цветы гибискуса, поэтому иносказательно центр также называют — Цветок Гибискуса (кит. упр. 芙蓉花, пиньинь Fúróng Huā, палл. Фужун Хуа).

## История

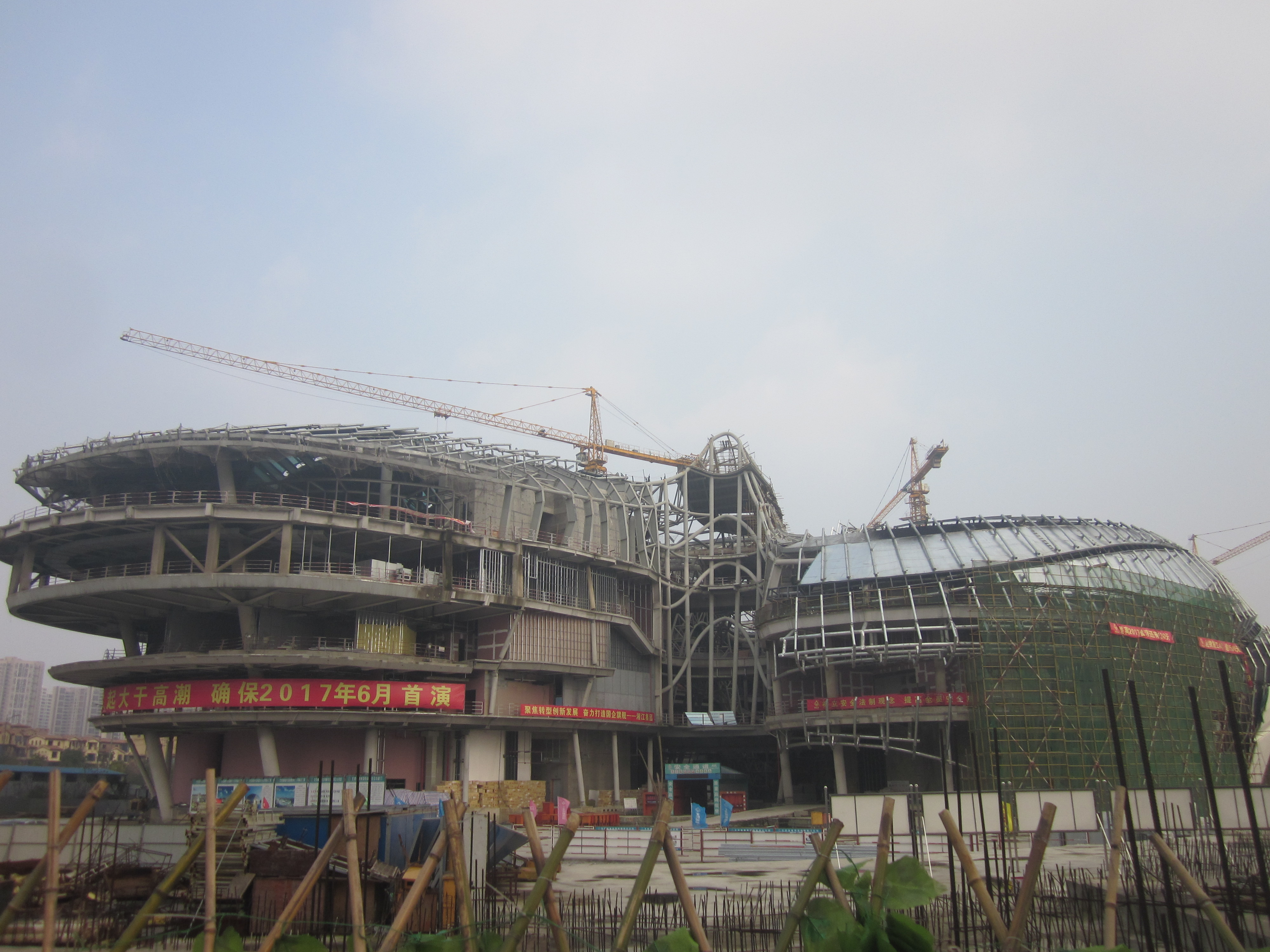
Строительство центра культуры и искусства «Мэйсиху» (февраль 2017 года)

В закрытом конкурсе на постройку здания центра приняли участие пять организаций; в итоге победил проект архитектурного бюро Захи Хадид.
Строительство началось 26 октября 2012 года и затронуло площадь в 120 000 м². Официальное открытие центра состоялось 31 августа 2017 года.